# エルミナージュ異聞 アメノミハシラ
『エルミナージュ異聞 アメノミハシラ』（エルミナージュいぶん アメノミハシラ）は、スターフィッシュより2012年9月13日に発売されたPlayStation Portable用ダンジョン探索RPG。2013年3月7日にダウンロード版がPlayStation Vita向けに配信された。
発売から2年後の2014年11月13日に様々なシステムを改善したニンテンドー3DS版『エルミナージュ異聞 アメノミハシラ・怪』（エルミナージュいぶん アメノミハシラ・かい）がパッケージ版で発売され、発売から約1年後の2015年10月14日にメビウスよりダウンロード版が1500円で配信された。変更点は後述の3DS版を参照。
PSP版でのキャッチコピーは「それは、現世と常世をひとつに紡ぐ悠久の物語。」。3DS版でのキャッチコピーは「学校と繋がった妖怪たちの世界。紡がれる絆の先にあるものはーーー」。
スターフィッシュが最後に発売したPlayStation Portable専用ソフトである。

## 解説
魔の手によって捕らわれた主人公が御魂守となって高校生の友人を救うべく核種族の聖域を封印して六部衆を和解させ、六部衆誤解の原因となった壊された天照鏡を復元させる物語。本作は『エルミナージュ』のシステムを用いているが、和風をモチーフとした世界観となっている。従来の「エルミナージュ」シリーズにあったキャラメイクは削除された代わりに主人公は2人（男子と女子）存在しており、その中から一人を選ぶ。
本作には戦闘中に捕獲した妖怪を式神として用いるシステムが存在し、主人公は仲間から構成されるパーティーとは別に式神のみで構成されたパーティーを戦闘に連れて行くことができる。
公式サイトには「おみやげ」と題したおまけがあり、カウントダウンイラストと壁紙の2つが配布されている。カウントダウンイラストは八上朔也、翁丸、ルシャナ王とコウガ、女性キャラクターの4種類。

## システム
ゲームの特性上由来のエルミナージュシリーズと異なり、キャラメイク機能が削除=職上が固定された他にダンジョン一つのマップが広くなっている。HP等のステータス表記がいずれも漢字になっている。
- 戦闘面

本作では列のシステムが採用され、後列の敵は一部の武器や呪文でしか講義が届かない。なお、行動準はダメージを受けると減る。
- 罠

ダンジョンに仕掛けられているギミック。触れると呪文が使えなくなったり、混乱したりする。
- 暗闇エリア

入ると周りが真っ暗になり、マップの表示も特定の呪文を使用したときにかぎられる。またここでエンカウントした時の敵妖怪の名前も表示されなくなるがターゲットには選択可能で必ず攻撃が外れる事もない。
- 井戸

調べると体力と霊力が完全に回復する。
- 式神

本作に登場する雑魚的を仲間にできるシステム。式神にできる確率は30ー（相手のレベル×0.2秒÷自分のレベル）

## 3DS版
2014年11月13日にニンテンドー3DS専用ソフトとして『エルミナージュ異聞 アメノミハシラ・怪』のタイトルで発売された。

### 主な変更・追加点
- 序章が追加
- 主人公の名前を変えることが出来なくなった。
- 3DSの特性上下画面にパーティメンバーが表示され、隊列の位置がわかりやすくなった。
- 画面左上にエンカウントマークが表示され、色でエンカウントのタイミングが分かりやすくなった[注 4]。
- 新キャラクター「榊倫太郎」登場。それに伴い、ストーリーの内容が一部変更・追加されている。
- キャラクターの特技を一新
- 召喚システムの変更（7人目パーティーメンバーとして召喚されるように）。
- 宝箱の罠を削除　コトノハの罠解除が鍵のかかった扉を開けるのみとなった。
- 友好な妖怪を削除。
- 敵妖怪のグラフィックが全体的に描き直された（大蝦、がしゃどくろ等）。

## 制作スタッフ
- 原案・企画:石川雅之
- シナリオ:石島林太郎
- プログラム:藤原博之、一ノ関誠
- レベルデザイン:山本孝明
- スクリプト:鈴木一也、富永柱子、前田唐、宮沢唱美
- ダンジョンデザイン:黒澤豊
- キャラクターデザイン:東埼原達矢
- 2Dグラフィック:片岡大二郎、平内雅規、小宮雅人、堀圭奈、中島悠
- 背景グラフィック:高木健、赤木広司
- 3Dグラフィック:山根祐介、松尾陽平
- モンスターデザイン:合同会社福福　若林清太郎、上野城功、小野字小徒美
- サウンド:株式会社トゥールジャム、株式会社サウンドテック
- パプリシティ:国原博、井草光士
- アシスタントディレクター:孫田慎吾
- 開発元:株式会社スターフィッシュ・エスディ、オペラハウス、有限会社ぶんしょう屋

## ストーリー
高校の裏庭に誰も見知らぬ小さな祠（トコヨサマ）が建てられていた。その高校の生徒である八上朔也と須芹未姫の二人は、プロをめざし徹夜して新聞部のコンテストに参加している途中、正体不明の化物に襲われ、謎の霧で学校を包囲されてしまった。校内を探し周り、武道場で見つけた武器を手に行く手を阻む化物と戦うも昼間にはいなかったはずの他の生徒が石化され、二人が化け物や仮面の導師や蒼面の法師に攫われる中、片方の前にあじゃりの命部（ミョウブ）が現れ一人だけ窮地を脱したもののもう一人は捕らわれの身となってしまう。
ミョウブは「天照鏡が破砕矢によって壊されたことにより、この世を形成する現世と常世と黄泉に異変が生じたため、学園が常世の一部となってしまった。アメノミハシラが緑の風を吹かせ現世から御魂守を選んだ。欠片を集め、天照鏡を再生せよ」と話し、主人公にトコヨサマの祠を通じて常世に行ってほしいと頼んだ。主人公は囚われた友人を救うために揺らいでいる3つの世界に迫る、より大きな危機について六部衆を和解させる旅に出る羽目になってしまった。

### 各章
序章
学校で白衣の男が幽霊を生み出しているとの先輩達から話を聞く新聞部の二人。まったく情報を掴んでいないうちに外の様子を見に行くと辺りが雲り急に怪しげな雰囲気になっていた。
第一章　霧の夜
新聞の記事完成間近で学校の周りに怪しげな雲が降り注いでいた。突然、二人は化け物に襲い掛かられカメラのフラッシュで難を逃れたものの、霧に閉じ込められ家に帰れなくなってしまう。校内を逃げ回りながら、化け物が出現した原因を探っているとそこへ仮面の導師と蒼面の法師の姿が。実は主人公は二人とも始めから御魂守の能力を持っているらしく、これを目につけた仮面の導師と蒼面の法師が闇の力で友人を誘拐してしまう。逃げ遅れた主人公はミョウブによって難を逃れるものの、祠に置かれていた緑の勾玉で新しい契約をしてほしいと頼まれてしまう。
この章に限り目標と関係ないところへ行こうとすると友人から忠告されて戻される。
第二章　常世
世界の危機を救うため常世に飛ばされた主人公。御魂守としての役目が与えられながらも友人を救うだけだが命部から「アメノミハシラの意思に従えば必ず友人に会える」とアドバイスを受け、老ナムジに3世界の異変とその出来事について詳しく聞くことにした。やはり老ナムジからも「この役目を果たしてもらわねば、常世も黄泉もあなたの住んでいた現世も危うくなってしまう」と言い聞かされた。すると突然、女剣豪が盗賊との闘いに向かって行き、主人公はその後を追って行くのだった。盗賊を探していると侍トウマと陰陽師オキナマルと出会う。盗賊の居場所を突き止めるとそこは女盗賊の故郷で今は妖怪達によって壊されていた。さらに天照鏡も雇い主に奪われており、取り返すのは困難だと言われる。主人公は女剣豪、侍、陰陽師、女盗賊とともに、天照鏡の欠片探しと各種族の聖地回復を進める為に六部衆の力の源「思尋の鈴」に向かって行くことになった。
第三章　火の聖鈴
疑われた聖地「八尋殿」は他の種族の力で呪われている。一の都に掛かった修羅族の呪い「火の壁」を解くべく主人公は修羅族長・ルシャナ王に認めてもらおうと城で不足している香油を取りに行くことになった。同じ修羅族のコウガから「相克と相性」と「式神の心得」を教えてもらった他「竜族の封印を受け、水柱のトリコになっているが、修羅族が持つ属性「火」は天狗族が持つ属性「木」の力で竜族が持つ属性「水」に強くなり、水柱を消せる」とアドバイスを受けた。信義の印をもらい、さらにトウマの故郷、「天狗の森」を訪れ、カクレミノと葉団扇をとってきてほしいと頼まれる。「火生みの霊木」と「修羅の天冠」を手に入れ、火の壁の呪いを解いたのであった。
第四章　水の聖鈴
第一の呪いを解いた主人公。竜族からの反乱を収めるべくゴゾウ竜王からの頼みを受けて息子コタツと「丹生の金腕」を探すことになった。さらにクズノハの依頼も受けて「絹の繭玉」を見つけると九尾の姫御前が戻っていた。滝で待ち構える竜の番兵を退けて、祭壇の封印を解除しようとするとそこへ謎の男が現れた。忠告されながらも祭壇で手に入れた「竜の宝珠」をかざし、水の壁を呪いを消したのだった。
第五章　土の聖鈴
第二の呪いも解かれ、竜族と狐族が和解した。鬼族の「土の壁」の呪いを消すため、主人公はイバラギ童子に会うための伝説の酒を探す。次に鬼族の属性を生かすためにルシャナ王がかつて所持していた土成の錬火を探すべく戦渦の塔を登って行った。鬼の岩屋の祭壇の封印を解き、イバラギ道子から受け取った鬼の鋼牙で土の壁の呪いを消したのだった。
第六章　木の聖鈴
第三の呪いが解かれたが、天照鏡の光を失ったことで天狗の森の活力が徐々に低下していく。天狗族の封印を解く状況が整った主人公はクズノハから渡された着物を夕顔太夫に届け、九尾の姫御前の依頼を受けて竜の谷へ向かった。ゴゾウ竜王から九頭竜の谷に入る許可をもらい樹守の泉水を手に入れる。その後は天狗族の回復に木霊の樹海へ向かって行くことに。そこへまたしても謎の男が現れ、これ以上封印を解くなと忠告される。紅はその言動から男が自分の弟だと見抜く。主人公は、クコチ彦から天狗の智羽を授かり木の壁の封印を解いたのだった。
第七章　金の聖鈴
最後に残された封印は「金」を司る狐火の森。覆面の剣士に妨害されず、全ての封印を解き終えた主人公だが、破滅をもたらす相克陣結界が発生。全ての黒幕は九尾の姫御前だった。六部衆の会議に入った主人公達は姫御前の代理を務めたクズノハから封印を解いたお礼として「妖狐の銀眼」をもらい八尋殿の呪いを解いたのだった。だが、六部衆がアメノミハシラの声に耳を傾けようとしたところ、「巨石の街へ行け、真実はそこにある」と告げられ、封印が元に戻ってしまった。実は姫御前は仮面の道師と協力しており、常世を自らの筋書き通り作り変える計画を立てていたのだった。
第八章　相克陣結界
相克陣結界を破るために天照鏡の再生を目指す主人公。ルコの預言によると天照鏡と月読鏡を失うと時の流れが加速し、常世と現世が滅んでしまうらしい。六部衆の提案で聖地の鈴を再封印して、相克陣結界を破ろうと計画する。巨石の街でクレナイの父上・トキトウを見つける。彼は何者かの手によって石化しているが意識だけは残っており、「ミハシラの道で天照鏡に力を与えよ」と主人公に助言した。その後、最後の天照鏡の欠片が学校の屋上に隠されていることが判明するが、霧が阻んでいて取りに行くことが出来ない。センマイや亀姫のヒントから「霧晴らしの舞扇」を手に入れ、最後の欠片を手にしようとするが、そこに九尾の姫御前が現れ、「わらわに従えばよいのだ」と戦闘になる。姫御前を退け、ようやく欠片を4つ集めた主人公はトウシロウを幽界の森のタタラ場へと連れて行き、天照鏡を修理させる。
第九章　復活
相克陣結界を阻止するには御魂守二人と天照鏡だけで封印しなければならない。完成した天照鏡を手にした主人公はミハシラの道での試練を乗り越えつつ頂上へと上り、日の御社へ向かう。4つの力を得た天照鏡で結界を破ることに成功し、次は黒幕である九尾の姫御前との闘いに臨む。
第十章　時神

## キャラクター

### 主人公
本作の主人公は新聞部に所属している高校生で以下の2名から選ぶことができ、選ばれなかった方が「月の御魂守の存在」となり道元と由羅羽によって捕らわれ救出の対象となるが後に由羅羽の術で操られ、主人公を襲う。捕らわれるタイミングはPSP版では主人公がミョウブに救われた後雑魚敵で時間稼ぎをした後で、3DS版では榊との再会を待たずして高校生二人で強敵と闘い、その直後に捕らわれてミョウブと榊が駆けつける内容になっている。当初は朔也のみが主人公の予定だった。二人とも親友同士でごく普通の高校生であったが後にミョウブやアメノミハシラによって「御魂守」と名付けられる。主人公らしく多くの武器を装備でき、呪文の種類も豊富。その反面、ストーリーの関連上序盤～中盤の会話パートはやや少なく、周囲の人から「頼りない」とからかわれるが、終盤であるイベントによって手に入れた夢解きの笛で主人公の友人の洗脳を解き、「夢を馬手いる」と操られている記憶を忘れている。ミハシラの道の試練を達成すべく、主人公と友人のみで上っていき、試練を終えた後は友人は老ナムジのもとへ留まることになった。選んだ主人公によって特定の場所にある宝箱の中身が変わる。3DS版ではオキナマルに代わって特技「式神召喚」を習得する他、序章では夫婦であることを強調した会話が増えている。選ばなかった主人公は終盤での加入時に専用武器と主人公が取得できなかった特技「霊力吸収」を取得する。
サクヤ / 八上 朔也（やがみ さくや）
本作の男性主人公。1年C組で、出席番号は04592。新聞部のカメラマン担当。父親譲りの戦場カメラマン。未姫と共に新聞部コンテストに参加し、「俺のカメラの才能と未姫の文才があれば優勝も間違いないさ」と誓っていた。ゲーム開始から未姫ともめ合っているところで襲ってきた妖怪をカメラのフラッシュで追い払い、校内を逃げ回るも怪しげな霧の影響で出られなくなってしまう。新たに出現した妖怪を倒すべく、武道場の倉庫から残された武器「剣道部の刀」と「弓道部の弓」を拝借した。妖怪を出現させた張本人でもある仮面の道士と蒼面の法師を見つけ、下級妖怪と戦うも未姫が捕らわれてしまい、命部によって命拾いしたこともあって彼女を救出すべく仲間達の手を借りながら常世と黄泉を周り始めた。一人称は「俺」。武器のダメージが高い。専用武器は「陰の剣」。
ミキ / 須芹 未姫（すせり みき）
本作の女性主人公。1年A組で、出席番号は04568。新聞部のライター担当。黒髪のロングヘアーが特徴。朔也を主人公にした場合の救出候補。論理的思考を好み、文才の才能に長けた優等生。国境なき医師団で活動している母親がいる。一人称は「アタシ」。スクープが大好きで凄いものを見つければ「シャッターチャンス」と称して逃さず撮ろうとするなどやや強引なところもある。謎の光の後を追いかけるもその光の正体が妖怪であり、取材を中止して帰ろうとするも校内から出られなくなってしまう。他の生徒が石化していて自分と朔也だけが石化していないことを不思議に思っており、お互いに危険だと判断してもめあっているところで研究家の榊林太郎と出会い、妖怪の秘密について教えてもらった後、結界でモヤを消して武道場の道を開けてもらった。その武道場の倉庫から「剣道部の刀」と「弓道部の弓」を見つけ、何らかの異変に気付いて林太郎の手を借りながら3階へ上がるもすぐに林太郎が離脱してしまった上に二人の仮面師に「御魂守の所有者」と称されターゲットにされてしまい、朔也が捕らわれて自分も捕らわれそうになったところを駆け付けたミョウブとアメノミハシラが吹かせた緑の風に救われる。朔也救出と引き換えに契約として時の祠とも呼ばれる裏庭の祠に置かれていた緑の勾玉を手に取り、常世へ入る。老ナムジから現世で起こった事情を聴き、壊された天照鏡の欠片を探し始めた。仲間が増えた後はコウガに式神の使い方を教えてもらい、黄泉を経由して勾玉を集めつつ各種族を激怒させるのを覚悟で八尋殿の属性の壁をかき消す為に各種族の祭壇の封印に向かうが、二度も立ちはだかる覆面の剣士の忠告を無視したことが仇となり、結果的に相克陣結界を出現させ、アメノミハシラを傷つける事になってしまった。だがルコからもらった団扇のおかげで天照鏡の欠片を全て見つけ、トウシロウに天照鏡を完成させてもらってミハシラの道へと進んでいく。天照鏡の力を取り戻した後は黒幕の狐の姫御前と戦う。決着を付けた後仲間と共に集合写真を撮り、別れを告げて平和が訪れたかに見えたが別の姫御前が黄泉に現れたと老ナムジからの伝言を聞き、再び現世に足を踏み入れる。呪文のダメージが高い。専用武器は「陽の剣」。PSP版のパッケージ及び公式イラストでは兜を被っており、胸が大きい。
陽の剣/陰の剣
主人公専用の剣。全ての敵に対して1.3倍のダメージを与える上に少し体力を回復する。

### 主人公の味方
命部（ミョウブ）
年齢・性別不詳。3DS版でのパッケージにも乗っている。
戦死した猫が蹴鞠に憑依してツクモガミとなり、3世界の崩壊の危機に御魂守を捜索しており、二人の高校生が始めから御魂守を持っていることを知ってトコヨサマの前にて窮地に陥った一人を緑の風で助けるが後に仮面の貴公子が友人を狙っていたことに気付く。お爺様な口調で話す。以後は主人公を緑の勾玉で御魂守として覚醒させ、常世へと案内した。その外見から未姫から「毬」「ボール」「ネコ」のあだ名で呼ばれ、作中では豊かな表情を見せ、味方キャラの中では顔芸が多い（他の味方キャラはあまり披露せず、他に顔芸を披露するのは敵キャラのみ）。仮面の貴公子については知らない様子。序章の冒頭から榊倫太郎とは馬が合わない。
癒しの歌などサポート向けの術に優れている他、「鑑定」で名称不明のアイテムなどを調べてくれる（ただし、強力であるほど呪われやすい）。欠片を入手する度に特技を習得する。性別不詳である為か男子学生服と女子学生服の両方を装備可能。現世が救われた後は主人公のタマユラを預かった。特技の癒しの歌は霊力を消費せず味方のHPを少しずつ回復させ、連続で使うほど回復の数値が上昇する上、バトル終了後でも発動する雑魚敵などの戦いで重宝する技。
装備できる武器：鎌、杖、金剛杵
特技：鑑定、僧侶呪文、癒しの歌、僧侶呪文上昇、神仏の加護、特殊抵抗上昇、霊力吸収、出陣の儀
紅（クレナイ）
赤き女剣豪。才色兼備だが、口うるさい。退魔業の傍ら行方不明の肉親の捜索にあたっている。捜し求めていた肉親を見つけると彼女の本当の名前が判明する。スタイルが良く、火力も高い。後述の覆面の剣士とは知り合いらしい。女性だが女子学生服を装備できない。
特定の敵と一騎討ちが可能。彼女が勝利するとある特技を習得できる。唯一の奇跡の忍耐と燕返しをもっており、相手の攻撃の防御に特価している。呪文は使えない。
装備できる武器：剣、刀、槍
特技：勝どき、武器攻撃上昇、被虐の快楽、気功波 燕返し、防御力上昇、奇跡の忍耐
翁丸（オキナマル）
妖怪捕獲に長けた蒼き陰陽師。行方不明の兄弟弟子の捜索のため金に厳しく、危険な仕事も引き受けている。
仮面の道士とは因縁があるらしい。攻撃呪文や探索呪文が得意。火、水、土、木、金の呪いを疑問に思っている。九尾の姫御前との決着をつけた後は常世のすべての存在は現世の時として生まれ変わる。PSP版でのみ敵を式神化する特技を使用出来たが3DS版ではこの特技は主人公に引き継がれた。知り合いのコウガと一騎討ちが可能で、クレナイと同じく勝利すれば特技を習得できる。
装備できる武器：杖、槍、刀、剣、金剛杵
呪文：火炎弾、火炎撃、氷結弾、睡魔将来
琴乃葉（コトノハ）
元盗賊の少女で、罠の解除等を担当する。妖怪によって故郷が壊されたため、復興資金を得るべく主人公の激励もあって旅に同行している。主人公の意見に当初反対していたルシャナ王に「家族を失った」と演技をして結果的に認められたりと活躍している。3DS版では盗賊のカシラや覆面の男と共に天照鏡強奪作戦に出たのだが、八尋殿で追ってを迎えて、カイコ森に誘導する羽目になってしまった過去が追加されている。味方キャラの中で胸が大きく一部のモブキャラに「乳女」とからかわれる事が多い。きらきらした物とふわふわした物を好むなど少女らしい面もあるが目立つ事が苦手で臆病者でもある。九尾の姫御前との闘いを終えた後は現世の人々は自分よりも寿命が短いと伝えた。
装備できる武器：弓、剣、杖
呪文：聖なる息吹、とまどいの歌、時神の微笑み、血のたぎり
特技：隠れる、盗む、巫女呪文、追撃、巫女呪文上昇、誇りの歌、反撃、希望の歌、護符
刀磨（トウマ）
天狗族の侍。あまり深く考えない傾向で周囲から「猿」と馬鹿にされるが、それ故に判断力は高く仲間思いの一面を持つ。主人公との初対面では女盗賊（コトノハ）を守る為にオキナマルと戦っている最中だった。古今稲荷社では姫御前を迎えているクズノハの依頼を素直に受けたりと珍しく良いことを言う。天狗族の壁を封印したくていつも怠慢している。利き手武器を2つまで装備出来るが呪文が使えないという攻撃特化のキャラクター。
装備できる武器：刀、斧、槍
特技：速攻、ものまね、武器攻撃上昇、タックル、武器二刀流、警戒、気功波

### その他
仮面の道士（由羅羽）
本物の御魂守と透破抜いて主人公の友人をさらった夜叉族の最後の一人の女性。スタイルが良い。オキナマルやコウガとは同じ師匠の元で一緒に修行をしていた仲間関係であるが、夜叉族の復興だけを願うようになっており、オキナマルにバレないように仮面で素顔を隠していた。詳しいことは不明だが何者かの命令で天照鏡の再生を阻止する為に動いており、学校で主人公の友人を攫った後、術で操っていた。欠片探しをしている主人公達に単独で襲いかかるも、この戦いで仮面が壊れてオキナマルに叱咤され、本当の本気を出すようになる。終盤でも天照鏡を奪おうとトウシロウを襲い、主人公に止められる。この時に彼女を倒さずに2ターン経過すると「どこまで自分を侮辱すると」戦闘が中止され、改狐火の砦で再開したときはオキナマル達の説得によりする。戦闘面では上級呪文のほか、こちらの呪文を無効かしたり跳ね返したりしてくる。
蒼面の法師（道元）
学園に化け物を放ち、生徒を石化させた貴公子で、仮面の道士の関係者にあたる。わざわざ学校にまで来て御霊守を持っていると見抜いて主人公を捕えようとするが、命部によって主人公が逃がされため代わりに月の御魂守を持つ友人を捕えた。命令よりも自分の楽しみを優先するタイプでもある。盗賊のカシラを利用し、呪文でミハシラの道の最上階、日の御神社までワープし、張られていた結界を呪文で穴を開け、天照鏡を盗ませた。その後も欠片を見つけた主人公の前に単独で立ちはだかり、上記の由羅羽に操られた主人公の友人を利用して主人公を襲わせようとした。夢解きの笛によって主人公の友人を取り戻されながらも「相克陣結界はとっくに完成済み」と本気を出して自ら襲ってきた。二連撃だけでなく燕返しや上級呪文も繰り出してくる。
使用技　天倫王の九結、戸惑いの歌
覆面の剣士（ムネトウ）
主人公たちの前に現れる謎の人物。封印を解きに裁断へ向かった主人公を妨害するように見えるが、それは姫御前の策略を食い止めるためだった。主にくないの三連撃で戦う。
榊倫太郎
『怪』からの追加キャラクター。名前の由来はシナリオライターの石島倫太郎から。「白衣を着た男」と噂される研究家でミョウブと同じく鑑定が使える。別の常世の存在そのもので、陰怪や世界の研究に励んでいる一方で、本作の黒幕とも取れる行動などで疑われる面も目立つ。主人公とは冒頭で出会っており、魔法で紫色の壁を消したり仮面の貴公子が呼び出した怪物を消し去った後、捕らわれた主人公の友人の後を追い続けていた。だが常世に戻ってきた時には見つからず第4章のカイコ森で主人公と再会。下級の陰妖が副作用の影響で変化に耐えられなかったと話し、データ集めの都合もあってカイコ森を離れた。第5章ではコテンを操っており、主人公一行から疑われて戦闘を開始し、釘を刺してその場を去っていた。第9章で陰怪を見つける為に主人公と再会し、天照鏡の力を覚醒させる助太刀をした序章と第9章で仲間になるが後者で彼のレベルを上げると永久にレベルアップし続けてしまう。
老ナムジ
アメノミハシラの力を広く伝える常世最大種族。天照鏡破損の件で他種族の六部衆から誤解され続けていた上にアメノミハシラの声が途絶したため友人を探しに来た主人公に六部衆の和解と八尋殿の呪いの回復と天照鏡の修復を頼んだ。主人公と友人がミハシラの道に入った時は他種族の六部週共々聖地の管理をしていた。
キチジ
宿屋をしている女性。とあるダンジョンの条件に関与している。泊まると体力や霊力が回復する他、レベルがアップする。なお流用なのか、学校で応急手当した時にも宿屋で休んだ時と同じメッセージが流れる。
ヒョウゴ
酒場のマスター。依頼もある。常世のしずくや若丹酒を持っている。
トウシロウ
鍛冶屋の名人。頑固な性格だが特定の武器を作成したり鉱石をつけて武器や防具を強化したりできる。彼そっくりの顔を持つ弟子がいる。終盤で主人公が天照鏡の欠片を4つ集めた為、闇枯れの樹海の秘密基地で修理しようとするが、由羅羽に襲われる。
センマイ
妖怪族。陽気な性格でおしゃべりが大好き。トウマ曰く「ペラペラ野郎」だが、惑いの廊を自由に出入り出来る才能をもっているらしい。
ルコ
遊びたがり屋の少女。神社の預言者で勾玉を渡すと荒ぶる欠片、和む欠片、幸なる欠片、奇なる欠片のありかを教えてくれる。主人公達が全滅してしまった時にも登場する。常世にも黄泉にも存在する。ある物を手にする時にも彼女と遊ぶ必要がある。月読鏡の秘密を知っている。十章では常世のルコが捕らわれの身となってしまい。主人公一行は黄泉のルコに影ミハシラの道を開けて欲しいと頼む。
コウガ
オキナマルの知り合い。主人公に属性の相性・相克（3DS版では血の盟約も）を教えてくれる。由羅羽を古今稲荷社で目撃している。ストーリーを進めてから彼に話しかけるとオキナマルとの一騎討ちとなり、倒すとオキナマルが特技を習得する。
ルシャナ王
天界の住人とも言われる修羅族の王にふさわしい美しさと、頑固で列な気性を併せ持っている。当初は天照鏡の件もあって主人公の頼み事に聞く耳を持たなかったがコトノハの作り話で承知し、香油を受け取った後、「火産みの霊木」の居場所を教えてあげた。またコトノハによると一味違った親近感があるらしい。かつては「土成の錬火」を所持していたが、お祭りの為に黄泉の聖地「戦渦の塔」に預けていた。
葉張りのおばば
幼い頃からトウマを見守ってきた母親のような存在。天狗の葉団扇を作る材料の青楓が足りず、幽界の森に向かって天狗族の蔵で取ってほしいとトウマに依頼する。
クコチ産
木の力を司る天狗族の長。頑固者のようだがお人好し。トウマに天狗族の実力を見せようと保管倉に隠されたカクレミノを求める。葉団扇入手後は闇枯の樹海に入れる力を与えてくれる。
コテン
幽界の森を守っている。小さな天狗。主人公達に恩返しするべく天狗族の蔵の扉をあける。
コタツ
竜族の息子。幽界の森で迷子になったと思われたが実は主人公と同じく天照鏡の欠片を探している。ミョウブに説得されて父上息吹守の元へ帰った。
クズノハ
古今稲荷社の店番をしているスタイルの良い狐の少女。狐と人間のハーフ。ミョウブとは昔の御霊守からの知り合い。主人公一行に夕顔太夫に絹の打掛を渡してほしいと頼む。終盤で九尾の姫御前に代わって六部衆を担当し、妖狐の銀眼と妖狐の祝福を渡す。
ゴゾウ竜王
水の力を司る竜族の長。当初は竜の伏兵からの伝令もあって主人公達を八つ咲きにしようとしていたがクレナイの覚悟を決めた行動に考えを改め直し、後に自身も他種族の誤解を解くため老ナムジに手紙を渡してほしいと頼む。十章で他の六部衆が九尾の姫御前の噂をする中、彼だけルコに関する話をする。
玉藻前
妖狐族の始祖でミョウブ同様死んでおり、長い間自らの名を名乗る森で眠りについていたところをクレナイによって目覚められる。彼を満足させようと舞い踊りをさせた後、クレナイに一騎討ちを申し込んだ。打ち負かされた後は妖狐族の秘術「燕返し」を伝授し、オキナマルの舞いによって安らかに眠りについた。クレナイ以外に対しては罵倒するような発言をする。
イバラギ童子
土の力を司る鬼族の長。ゴゾウ竜王と同じく主人公達を処刑しようとしていたが、オキナマルの説得で御魂守としての才能を認め、手間ヒマ掛けて手に入れた酒の「殿若湯」と引き換えに晶門の鍵をあげた。
九尾の姫御前
本作のラスボス。金の力を司る狐巫女。他の六部衆には謙虚な話し方をする。常世に天照の陽光を戻して欲しいと依頼する。さらに新たな御魂守の発見に時神の遠眼鏡を借りてきてほしいと主人公一行に頼み込むが、それは全てを崩壊させる相克陣結界を発生させ、「時」を破滅させてすべての力を我が物とするために過ぎなかった。本人曰く種族の生命力が日々弱まるばかりだから。忘念にクレナイの父トキトウと弟ムネトウを巻き込んだり六部衆に不和の噂を巻いた張本人でもある。天照鏡の欠片を取ろうとした主人公達の前に立ちはだかる。九章では狐の砦のボスとして、十章では霊体として登場。どちらも第2形態が存在している。燕返しや上級呪文を多用する。決着後は仲間たちに種族としての未来を教わり黄泉に吸い込まれたかのように消えていった。
亀姫
妖怪の街に住んでいる住人。コトノハには口うるさいが霧払いの舞扇のありかを知っている。
夕顔太夫
惑いの廊の「X:18 Y:26」にいる女の道を究める人気の花魅。クズノハとは馴染み。
桔梗太夫
「夢解きの笛」を奏でる女性。それを欲しがっていた主人公と対決する。
盗賊のカシラ
その名の通りかつてコトノハが所属していた盗賊団のボス。天照鏡があれば黄泉から抜け出せると数年前に呪文を使える覆面の男の頼みを受けてミハシラの道へ向かっていき、コトノハから天照鏡を受け取って脱走しようとするが、仮面の道士と剣士と蒼面の法師の策略により奪われてしまう。さらにコトノハが盗賊団を離脱した原因でもあり、終始敵対されている。最終的にミョウブによって処分された。
ムネトウ
クレナイの父上。姫御前や道元、由羅羽の策略で天若の破砕矢を使う力が奪われ、主人公達が存在している現世が異変に包まれる原因となってしまった。自身も記憶を失った挙句巨石の街で石化していたが意識は残っており、クレナイとムネトウに相克陣結界の解除方法を教え、主人公に「ミハシラの道の頂上【日の御社】で天照鏡に４つの御魂の力を与えよ」と助言した。主人公が持ってきた石割の知によって石化が解ける。その際に相生陣結界を黄泉から展開してほしいと告げ、力を使い果たしたこともあって六部衆のところへ残った。
ウズキ
3DS版にのみ登場。かつて強羅に仕えていた頃の力を得ており、姫御前によって封印が解かれていたが守任塚に7つある石碑に再び封印され、それを破壊して欲しいと主人公に頼み込む妖怪。グラフィックは雑魚妖怪の色違いだが石碑を全て破壊すると真の姿を現し、主人公に強羅族の復讐をする形で襲い掛かる。
月の皇女神
影ノミハシラの道の守護者。乱光剣と雷電の天槍陣の使い手。九尾の姫禦前同様、第二形態が存在し、第一形態でもとてつもない強さを誇る。第二形態になると低確率で即死させる全体攻撃「死の息吹」を多用する。こちらの防御力上げと回復を多用しなければ激しい攻撃を乗り切るのは難しい。
呪文：万敵石化結、太極爆裂陣、大地鳴裂陣、冷気烈風陣、烈火紅蓮陣、公正なる裁き、金剛被甲
本作の呪文は陰陽師 / 僧侶 / 巫女の3種類に分けられている。

## 武器
本作には由来のRPGにあった盾が存在せず、代わりに腕専用の武器を装備して2回攻撃できる。
剣（利き手）・・・主に主人公が装備できる。基本的に霊の敵には通用しないが主人公専用の武器もいくつか用意されている。
独鈷所（うで）・・・呪文に長けた者に装備できる。射程が長く、霊の敵にも攻撃が通用する他、状態異常にも発生させられる。
刀（両手）・・・攻撃力が高いのが特徴。公式イラストで主人公が装備しているのはこの武器である。
斧（両手）・・・クレナイとトウマのみが装備可能。刀と同じく攻撃力が高い。
杖（利き手）・・・独鈷所とおぼ同じだが、道具として使用でき、一列の敵にダメージを与えられる。

## 用語集
3世界（現世 / 常世 / 黄泉）
時間に可能性をもたらす世界。
輪廻
3世界の生威・蓄積・分解の流れを掴み、黄泉で滅んだ時間は再び現世で時を生む力となる。
御魂/御魂守（みたまもり）
世界の秩序を護る物体。現世の各種存在の多くに含まれており、動物や植物の中にも存在することがある。その物体を必要としたアメノミハシラが緑（えにし）の風を吹かせ、結緑（けちえん）した存在が御魂守である。陰妖の御霊を集めるのも御魂守にしかできないらしい。作中では2つ存在しており、もう1つは聖地の力を集め、増幅する為の衣り代とされている。
緑の勾玉
アメノミハシラが用意した勾玉、学校のトコヨサマにおかれている。これを手に契約することで、御魂守になる。データ上には装飾品として登場しており、主人公のみ装備可能だが呪われており二度と売ることができない。大量に所持していると貴重なアイテムが手に入らなくなってしまう。
アメノミハシラ
古の時神より伝えられる時神ノ樹。2つの鏡を守る者として、六種族にその役目を与えた。3つの世界が揺らぎ危機が起こったときに六部衆に対応を命じるが、揺らぎが限界を超えたときには緑の風を吹かせ現世から御魂守を呼び出す。終盤でも主人公に助言する。
時神
誰も知らない実体だが、原初の宇宙に現れた2極の神々と言われ、時の輪廻を司る。
六部衆
アメノミハシラを守護する常世の中心的六種族。各種族の司る力により、アメノミハシラと、その天頂に祭られた1対の鏡を守護する結界を張っている。
六部族の力
各部族には、それぞれ決められた属性を持っており、現世では5行と呼ばれ、相性・相克とも関係がある。
相性 / 相克
対魔士
陰妖
トコヨサマ
裏庭に古くから存在した物体。この地方には古くから神隠しの伝承が残されている。
あじゃり
修行僧の規律を指導し教義を伝授する僧侶。
聖地
六種族がそれぞれの力の源・思考の鈴や力の像徴である種族の宝物を祭る施設。
思兼の鈴
聖地の祭壇に祭られた鈴。アメノミハシラを護る結界を持つ各種族はこの鈴によって能力を発揮する。
天若の破砕矢
あべの時任が愛用する蕪矢。時任は常世中に名が知られた強者であり、いかなるものも貫き砕くことができる。作中では「天照鏡」を破壊している。
信義の印
各種族の印。あるいはその種族が認めた者であることの証。

## 貴重品
マスターキー
職員室に置かれている鍵。武道場の扉を開けるのに必要。
緑の勾玉
学校に隠された勾玉。
葉団扇
一振りすれば竜巻が起きると言われている天狗族の団扇。
火産みの霊木

修羅の天冠

丹生の金腕

竜の宝珠

水晶門の鍵
藻菜洞へ行くための鍵。
鬼の銅牙

岩戸門の鍵

荒ぶる欠片、和む欠片、幸なる欠片、奇なる欠片
四つに割れた天照鏡の欠片。それぞれ八尋殿・一の鄭のX:7 Y:29、巨石の街・地下二階のX:18 Y:21、惑いの廊・二階西のX:13 Y:20、学校・屋上のX:3 Y:15の位置に隠されている。

土成の煉獄

鬼の銅牙
土の壁を消すのに必要。
樹守の泉水

天狗の智羽

鍛金の黒土

妖狐の銀眼

種族の祝福
それぞれの力を感じるありがたいお守り。各種族の依頼を解決させると入手でき、
天照鏡、月読鏡
アメノミハシラを守っていた鏡。ムネトウ曰く「時の輪廻を正しくする制御弁」で片方が壊されてもすぐに黄泉から常世、現世へと輪廻が逆転することはない。作中では盗賊に奪われた挙句何者かの手によって壊されている。2つの鏡を失うと時の流れが加速し、常世も現世も滅んでしまう。
夢解きの笛
主人公の友人の洗脳を解くのに使われる。道元曰く「裏切り者ムネトウを正気に戻した笛」。
荒魂、
それぞれ天変地異、優しさ、幸運、奇跡をもたらすという。
トツカミのツルギ
剣を通して神社のところで古の神に祈ると影ミハシラの道に入ることができる。

## マップ
- 学校

主人公達が通っている唯一の現世。天照鏡が砕かれているので素手に常世の一部と化しており、仮面の法師が召喚しているためか陰海と化す。職員質にはマスターキーが置かれており、これを使って武道場の武器倉庫の扉から武器を入手できる（3DS版では榊の呪文に変更）。保健室には回復用の応急手当やドリンク剤が置かれているのだが前者を利用すると宿屋を利用したときと同じメッセージが流れる。屋上には霧が掛かっておりこの時点ではまだ進めないが終盤であるアイテムを手にすることにより進むことが可能。屋上で出現する敵を倒すとめれに主人公の初期装備である制服や武道場の武器をドロップする。屋上の部屋には鍵が掛かっており、盗賊がいれば開けられる。
登場する敵瓢箪小僧、ブラブラ、ホネカラカサ、鬼火、えんらえんら、雷獣、二口女、虚空太鼓、九尾の姫御前
- カイコ森
- 黄泉比良坂
- 天狗の森
- 闇枯れの樹海
- 竜の谷
- 古今稲荷社
- 巨岩の街
- 惑いの廊

時間に応じて雰囲気が変わる珍しい施設。夕顔太夫と桔梗太夫の出身地でもある。仕様上、扉の数が多い上に盗賊でも開けられない扉が一部のエリアに2ヶ所存在する為、出会いたい人や貴重品等を探すのが難しい。
- 守人塚
- アメノミハシラの道
- 影ミハシラの道

黄泉の世界に存在する最後の施設。最後のダンジョンだけあって様々な謎解きや仕掛け、強力なボスがプレイヤーを待ち構えている。

## 予断
- キャラメイクを廃止して主人公を2人用意したのは「ストーリー面を重視した」「世代間を考慮し初心者でも楽しめるようにした」ことである。
- データ上にはいくつかの没アイテムが存在しており、改造コード等を使用するとこれらのアイテムを使用する事ができる。中には過去のエルミナージュシリーズに登場したアイテムも含まれている。
- 現在動画で見られるプレイ動画数が一件も存在しない。

## バグ
- 式神出現中に操作キャラ全員が操作不能（戦闘不能や麻痺など）になると必ずフリーズしてエラーが発生する旨のメッセージが表示される。
- 主人公の友人が捕らわれてから常世に進むまでに石化した生徒を調べると何故か捕らわれたはずの主人公の友人が葉岩に入ることがある。
- 守人塚に向かう際にオキナマルに話すとメッセージがおかしくなる。
- 終盤で榊倫太郎がレベルアップするとレベルがあがり続けてゲームが進行しなくなる。
- 左上のシンボルが赤くなっているところでセーブし、リセットしてそのデータをロードするとシンボルがリセットされる。これを利用し、シンボルが赤くなったらセーブ→リセットを繰り返してエンカウントを避ける事が可能。
- 本来なら終盤で手に入る「霧払いの舞扇」が序盤で入手できるバグがある、マカダマを捧げていないのにミョウブが奇なる欠片を探すと発言し、さらに屋上へ行けて序盤から強力な陰怪を味方にしたり、経験地を稼いだりする事も可能。本来なら終盤でしか取れない天照鏡の欠片の一つを先行入手できるバグがある。これをトウジロウに渡して天照鏡修復イベントを発生させてからストーリーを進めるとミハシラの道に行く準備が整ってもルコが巨石の街にいる人を心配している会話しかしなくてストーリーが進行しなくなり、データを消すしかなくなる。
- 欠片をトウシロウに渡してイベントを発生させていなくても、おそらく欠片を入手した時点でミハシラの道へは行けなくなる。